# Lac Mazana
Pour les articles homonymes, voir Mazana.
Le lac Mazana est un plan d'eau douce situé dans le territoire non organisé du Lac-de-la-Pomme, dans la municipalité régionale de comté (MRC) Antoine-Labelle, dans la région administrative des Laurentides, au Québec, au Canada.

## Géographie
Le lac Mazana a une longueur de 12 km (dans le sens nord-est vers le sud-est) et une largeur maximale de 2,3 km. Il est situé au sud-est de territoire de la zec Mazana, à 5 km au sud-ouest de la réserve indienne de Manouane et à 25 km au sud-ouest du lac Kempt (Matawinie). Le lac comporte deux îles non nommées et deux grandes baies dans la partie la plus large du lac. Le lac Mazana est presque à la tête des eaux entre le bassin hydrographique de la rivière Saint-Maurice et celui de la vallée de la rivière du Lièvre lequel fait partie de la vallée de la rivière Outaouais. Le niveau des eaux du lac Mazana est à une altitude de 460 m. Le lac voisin, désigné lac Carabine, alimente le lac Mazana par le côté sud de ce dernier. Tandis que le lac Choquette alimente le lac Mazana du côté est.
Le lac Mazana se déverse au sud-ouest dans la rivière du même nom qui a une longueur d'environ 35 km. Compte tenu de la dénivellation accentuée, la rivière Mazana comporte plusieurs séries de chutes et de rapides. Plusieurs tributaires se déversent dans la rivière Mazana dont le ruisseau Séré et le ruisseau Line. Cette rivière traverse plusieurs lacs formés par l'élargissement de la rivière, soit les lacs Belisle, Châtillon, Bruneau et au Pin avant de rejoindre la rivière du Lièvre.

## Toponymie
Dans l'histoire, le nom du lac et de la rivière sont apparus sous plusieurs variantes graphiques telles que Mazanas-kwa, Mazanasquahegan et Masinaskohikanik. Le terme Mazana s'avère une déformation et troncation du mot algonquin mazinàshkwemagahige, signifiant dessiner, écrire, graver ou sculpter sur de l'écorce de bouleau. Ce terme évolutif signifie une technique particulière de dessin consistant à gratter plusieurs pellicules d'écorce de bouleau. Le Dictionnaire des rivières et lacs de la province de Québec (1914) fait référence à ce toponyme sous la forme Mazamasquahegon.
Le toponyme "Lac Mazana" a été officialisé 5 décembre 1968 à la Banque des noms de lieux de la Commission de toponymie du Québec.